# Jefferson Murillo
Jefferson Eulises Murillo Aguilar (Palmira, 18 gennaio 1992) è un calciatore colombiano, centrocampista o difensore dell'Indep. La Chorrera.

## Carriera
Inizia la carriera nel Deportivo Cali, nel 2011, con cui esordisce nella massima divisione calcistica colombiana, ottenendo come miglior piazzamento il secondo posto nel torneo di finalización della stagione 2013.
Nel maggio del 2014 passa in prestito all'Uniautónoma, a cui segue l'anno dopo l'ingaggio al Cúcuta Deportivo, sempre nella massima serie colombiana.
Dal 1º marzo 2016 è aggregato, senza però essere ingaggiato a causa del suo status di extracomunitario, alla rosa del club italiano del Genoa in attesa di un possibile ingaggio nella sessione di mercato successiva che non verrà ratificato.
Nel 2017 passa ai messicani del Veracruz, per poi tornare nel luglio 2019 in patria per giocare nell'América de Cali.